# 財政二十箇年計画
財政二十箇年計画（ざいせいにじっかねんけいかく）とは、日本統治時代の台湾において、台湾総督児玉源太郎及び民政長官後藤新平による児玉・後藤政治時代の1899年（明治32年）に発表された台湾の財政的独立を図るための財政計画である。

## 背景
日本による台湾統治の初期において、台湾の財政は日本政府の巨額の国庫補助が必要であった。1896年（明治29年）の台湾総督府歳入965万円中日本政府の国庫補助は694万円をしめ、これは臨時軍事費により捻出された。翌1897年（明治30年）の歳入1,128万円中国庫補助は596万円を占め、一般会計より捻出された。1898年度（明治31年度）からは、台湾特別会計による国庫補助が開始されている。このような中、台湾の財政的な自立が、台湾統治上の最大の眼目になっていた。

## 児玉・後藤政治による台湾財政自立化計画
第4代台湾総督児玉源太郎及び民政長官後藤新平は、1899年（明治32年）から専売制度の開始ならびに地方税制の開始を含めて、「財政二十箇年計画」を明治32年度の予算請求とともに発表し、この「財政二十箇年計画」に従い台湾財政の独立と台湾経済の自立化に乗り出した。この計画の具体的内容は、本国補充金を漸減して明治42年度（1909年度）以降の自立財政とするものとし、生産的事業のためには公債を起債し、明治37年度（1904年度）よりはその元利償却を差し引いてなお歳入余剰をみるというものであった。すなわち、官営事業の経営を中心とした積極的殖産興業政策を展開し、当初の赤字財政を覚悟しながら積極的に財源を掘り起こし、長期的視野から台湾財政の独立を期すというものである。当初総督府の計画では、台湾縦貫鉄道、基隆築港、土地調査の三大事業を骨子とした公債支弁6,000万円事業計画を立案したが、金額が大きすぎるという理由で、総額を4,000万円に減額したものが政府案として承認を得た。この政府案は、第13回帝国議会に上程され、さらに3,500万円に減額したうえで修正・可決された。以下の表は、公債支弁事業の内訳である（単位;円）。
| 項目       | 総督府案   | 政府案     | 議会修正案 |
| ---------- | ---------- | ---------- | ---------- |
| 鉄道敷設費 | 30,000,000 | 30,000,000 | 28,800,000 |
| 土地調査費 | 15,000,000 | 3,000,000  | 3,000,000  |
| 築港工事費 | 10,000,000 | 2,000,000  | 2,000,000  |
| 官舎新営費 | 4,000,000  | 4,000,000  | 1,200,000  |
| 水道工事費 | 1,000,000  | 1,000,000  | 0          |
| 合計       | 60,000,000 | 40,000,000 | 35,000,000 |

そして、「財政二十箇年計画」（政府案）は、以下のとおりである（単位;円）。
| 年度             | 台湾歳入    | 国庫補助金 | 公債募集金 | 歳入合計    | 歳出合計    |
| ---------------- | ----------- | ---------- | ---------- | ----------- | ----------- |
| 1899（明治32年） | 9,174,000   | 3,000,000  | 3,500,000  | 15,674,000  | 15,674,000  |
| 1900（明治33年） | 9,512,000   | 2,632,000  | 5,000,000  | 17,144,000  | 17,144,000  |
| 1901（明治34年） | 9,698,000   | 2,259,000  | 5,000,000  | 16,957,000  | 16,957,000  |
| 1902（明治35年） | 9,900,000   | 2,366,000  | 4,250,000  | 16,517,000  | 16,517,000  |
| 1903（明治36年） | 10,123,000  | 2,450,000  | 3,950,000  | 16,523,000  | 16,523,000  |
| 1904（明治37年） | 12,369,000  | 1,481,000  | 3,300,000  | 17,151,000  | 17,151,000  |
| 1905（明治38年） | 12,844,000  | 1,491,000  | 3,500,000  | 17,836,000  | 17,836,000  |
| 1906（明治39年） | 13,121,000  | 1,389,000  | 3,500,000  | 18,010,000  | 18,010,000  |
| 1907（明治40年） | 13,435,000  | 1,217,000  | 3,500,000  | 18,152,000  | 18,152,000  |
| 1908（明治41年） | 13,792,000  | 1,074,000  | 4,500,000  | 19,367,000  | 19,367,000  |
| 1909（明治42年） | 14,409,000  | 1,042,000  | 0          | 15,452,000  | 15,452,000  |
| 1910（明治43年） | 14,766,000  | 221,000    | 0          | 14,988,000  | 14,988,000  |
| 1911（明治44年） | 15,153,000  | 0          | 0          | 15,153,000  | 15,037,000  |
| 1912（大正元年） | 15,630,000  | 0          | 0          | 15,630,000  | 15,101,000  |
| 1913（大正2年）  | 16,147,000  | 0          | 0          | 16,147,000  | 15,347,000  |
| 1914（大正3年）  | 16,732,000  | 0          | 0          | 16,732,000  | 15,540,000  |
| 1915（大正4年）  | 17,390,000  | 0          | 0          | 17,390,000  | 15,644,000  |
| 1916（大正5年）  | 18,134,000  | 0          | 0          | 18,134,000  | 15,774,000  |
| 1917（大正6年）  | 18,391,000  | 0          | 0          | 18,391,000  | 15,699,000  |
| 1918（大正7年）  | 18,637,000  | 0          | 0          | 18,673,000  | 15,624,000  |
| 計               | 279,402,000 | 20,627,000 | 40,000,000 | 340,029,000 | 327,572,000 |

## 具体的歳入増加策
以下、児玉・後藤政治による台湾財政独立化計画の具体的歳入増加策をみる。

### 土地調査事業
台湾総督府は、1898年（明治31年）7月17日公布の「台湾地籍規則及び土地調査規則」に基づき、地籍調査、三角測量、地形測量という土地調査事業を行っていたが、この土地調査事業により台湾における昔からの慣習である「隠し田」を消滅させ、同時に地代の税率を引き上げたことにより、台湾総督府の税収の増加に役立った。また1904年（明治37年）5月20日には、「大租権整理令」（律令第6号）をもって大租権を消滅させ、税源を明確化させ、徴税基礎を確立して地租の増収を確保した。

### 専売制度
1896年（明治29年）に阿片、1899年（明治32年）に食塩及び樟脳、1905年（明治38年）に煙草、1922年（大正11年）に酒の専売制度をそれぞれ開始した。台湾財政の独立化が専売制度に負うところは大であるとともに、専売制度は、資本家的企業の発展、その独占化、ことに日本内地資本の勢力樹立に直接の貢献をした。

### 事業公債
1899年（明治32年）3月には、「台湾事業公債法」（法律第75号）を発布して、台湾総督府鉄道敷設、基隆築港、庁舎建設と水利事業のための公債を募集し、その財源で以上の事業を行った。後藤は、鉄道建設が民間会社では不可能であると認識し、この法律の発布と並んで、10か年2,880万円の鉄道国有計画として確定した。ただちに既設線（基隆－新竹）の改良と建設工事（新竹 - 高雄）が始まり、1908年（明治41年）基隆 - 高雄間で全通した。また、これらの事業と財源をもとに1908年（明治41年）から官設灌漑事業と高雄築港事業が開始された。さらに1910年（明治43年）には、林産資源の開発のために「阿里山作業所」が設置された。

### 地方税の実施
1898年（明治31年）7月の勅令第17号をもって地租附加税、家税、営業税、雑種税が課せられた。これら地方税は、台湾財政の独立（国庫補充金の削減）のため設けられたものであり、帝国議会の掣肘を受けない隠し財源として、台湾歳入の充実に大きく寄与した。

## 財政二十箇年計画の改定
しかしながら台湾総督府の財政は、1901年（明治34年）度以降、阿片・樟脳専売収入の減少により歳入の激減に見舞われ、総督府は事業計画の一部中止を含む財政計画の重大変更を余儀なくされた。そのため新渡戸稲造の提出していた「糖業改良意見書」の政策効果に注目した。同意見書では、産糖額・砂糖消費税とも増加すると予想していた。総督府はこの予想に基づき財政二十カ年計画を以下のように全面的に改定した。
| 年度             | 歳入       | 歳出       | 差引余剰  | 公債元利償却 | 再差引過不足 |
| ---------------- | ---------- | ---------- | --------- | ------------ | ------------ |
| 1903（明治36年） | 15,896,000 | 14,505,000 | 1,391,000 | 1,390,000    | 1,000        |
| 1904（明治37年） | 16,872,000 | 14,825,000 | 2,046,000 | 2,043,000    | 3,000        |
| 1905（明治38年） | 18,159,000 | 14,956,000 | 3,203,000 | 2,916,000    | 286,000      |
| 1906（明治39年） | 18,755,000 | 15,162,000 | 3,593,000 | 3,253,000    | 339,000      |
| 1907（明治40年） | 18,895,000 | 15,295,000 | 3,600,000 | 3,411,000    | 188,000      |
| 1908（明治41年） | 19,045,000 | 15,256,000 | 3,788,000 | 3,605,000    | 183,000      |
| 1909（明治42年） | 19,326,000 | 15,179,000 | 4,147,000 | 3,765,000    | 581,000      |
| 1910（明治43年） | 19,008,000 | 15,110,000 | 3,898,000 | 3,875,000    | 23,000       |
| 1911（明治44年） | 19,056,000 | 15,044,000 | 4,012,000 | 3,922,000    | 89,000       |
| 1912（大正元年） | 18,886,000 | 14,013,000 | 4,872,000 | 4,682,000    | 189,000      |
| 1913（大正2年）  | 19,065,000 | 13,824,000 | 5,240,000 | 5,114,000    | 126,000      |
| 1914（大正3年）  | 18,952,000 | 13,678,000 | 5,274,000 | 5,135,000    | 138,000      |
| 1915（大正4年）  | 19,148,000 | 13,514,000 | 5,634,000 | 5,440,000    | 193,000      |
| 1916（大正5年）  | 19,253,000 | 13,352,000 | 5,901,000 | 5,773,000    | 127,000      |
| 1917（大正6年）  | 19,163,000 | 13,142,000 | 6,021,000 | 5,891,000    | 129,000      |
| 1918（大正7年）  | 19,205,000 | 13,084,000 | 6,120,000 | 5,949,000    | 171,000      |
| 1919（大正8年）  | 19,247,000 | 13,028,000 | 6,219,000 | 6,092,000    | 126,000      |
| 1920（大正9年）  | 19,191,000 | 12,974,000 | 6,216,000 | 6,028,000    | 188,000      |
| 1921（大正10年） | 19,237,000 | 12,923,000 | 6,313,000 | 6,152,000    | 161,000      |
| 1922（大正11年） | 19,283,000 | 12,828,000 | 6,455,000 | 6,260,000    | 194,000      |

## 計画の達成とその後の台湾統治
この「財政二十箇年計画」は、明治29年度より同42年度までに総額約37,488,000円の補助金を得る計画を立てていたが、補助総額約30,488,000円をうけたのち、予定より早く独立化を実現した。さらには、基本的に台湾の財政は領台初期の10年間の準備期に財政的基盤が確立し、それによる独立財政が、1945年（昭和20年）の日本の敗戦まで続くことになる。